# Callum Burns
Callum Burns (* 23. November 1996) ist ein australisch-neuseeländischer Eishockeyspieler, der bei Southern Stampede seit 2012 in der New Zealand Ice Hockey League spielt.  

## Karriere
Callum Burns, der neben der neuseeländischen auch die australische Staatsbürgerschaft besitzt, spielt seit Beginn seiner Karriere als Eishockeyspieler bei der Southern Stampede in Queenstown. Zunächst wurde er in deren Nachwuchsteam Southern Juniors in der New Zealand Junior Elite League eingesetzt und dort 2011 als bester Stürmer der Liga ausgezeichnet. In der Spielzeit 2012 debütierte er im Seniorenteam in der New Zealand Ice Hockey League, wo er seither spielt. 2015, 2016 und 2017 wurde er mit seinem Klub neuseeländischer Landesmeister. Im Südhalbkugelsommer 2015/16 spielte er für verschiedene schwedische Vereine vorwiegend im Nachwuchsbereich, wurde aber vom Häradsbygdens SS auch in der fünftklassigen Division 3 eingesetzt.

### International
Im Juniorenbereich spielte Burns mit der neuseeländischen Auswahl bei den U-18-Weltmeisterschaften 2012, 2013, als er zum besten Spieler seiner Mannschaft gewählt wurde, und 2014, als er als Mannschaftskapitän der Ice Blacks fungierte, und den U-20-Weltmeisterschaften 2013, 2014 und 2015 jeweils in der Division III. Außerdem nahm er als Einzelspieler an der Skills-Challenge der Olympischen Jugend-Winterspiele 2012 teil. Dort qualifizierte er sich vor allem durch seine guten Ergebnisse in den Teildisziplinen Schussgenauigkeit und Laufbeweglichkeit, in denen er im Vorkampf jeweils Platz zwei belegte, für die Endrunde der besten acht Spieler. Nachdem er hier erneut mit seiner Schussgenauigkeit glänzen konnte – diesen Teilwettbewerb konnte er im Finale sogar gewinnen – belegte er punktgleich mit dem japanischen Bronzemedaillengewinner Seiya Furukawa hinter diesem den vierten Platz des Wettbewerbes.
Für die Herren-Nationalmannschaft wurde Burns erstmals anlässlich der Weltmeisterschaft 2014 in der Division II nominiert. Dabei gelang ihm gleich in seinem ersten Weltmeisterschaftsspiel mit dem 3:2-Führungstreffer beim 6:3-Erfolg gegen den späteren Absteiger Türkei der erste Treffer im Nationaltrikot. Auch 2015, 2016, 2017 und 2018, als er zum besten Spieler seiner Mannschaft gewählt wurde, spielte er mit Neuseeland in der Division II.

## Erfolge und Auszeichnungen
- 2011 Bester Stürmer der New Zealand Junior Elite League
- 2015 Neuseeländischer Meister mit der Southern Stampede
- 2016 Neuseeländischer Meister mit der Southern Stampede
- 2017 Neuseeländischer Meister mit der Southern Stampede

## NZIHL-Statistik
(Stand: Ende der Saison 2018)